# El Presseguer
El Presseguer és una masia de Sant Martí de Centelles (Osona) inclosa a l'Inventari del Patrimoni Arquitectònic de Catalunya.

## Descripció
Masia de planta quadrada (18 x 18 m) coberta a tres vessants amb el carener perpendicular a la façana principal orientada a migdia; consta de planta baixa, primer pis i golfes. La façana S presenta adossat continuant les vessants de la casa en direcció S amb dos arcs centrals de totxo massís formant porxos a cada nivell (els de la planta i el primer pis són arcs rebaixats, mentre que els de les golfes són de punt rodó). El peu de la columna central dels arcs del primer pis hi ha una inscripció que datada. L'antiga façana presenta un portal adovellat amb la dovella central datada i dues finestres a la planta, un balcó i una finestra al primer pis i a les golfes. La façana N presenta un portal a la planta, quatre finestres (dues amb reixa forjada) al primer pis i quatre més amb ampit motllurat a les golfes. Les façanes E i O són simètriques i presenta una espiera a la planta, tres finestres amb ampit motllurat al primer pis i quatre finestres a les golfes. A causa del desnivell on es troba emplaçada la casa, la façana N és més alta que la S. La masia conserva elements arquitectònics força valuosos encara que convindria una restauració adequada; l'entorn és força dolent, ja que la casa està ofegada d'edificis moderns amb funció agropecuària.

## Història
A l'obra San Martin de Centellas, San Miguel Sesperxes y San Pedro Bertí, de 1956, Mn. Antoni Pladevall data l'aparició del Mas Presseguer al segle XIV. Malgrat que en el fogatge de voltants de 1360 originat per les Corts de Cervera, el Mas Presseguer no hi apareix, existeixen documents de 1360 en que la família Presseguer ja habita en el Mas sota el nom de Mas Presseguer. De moment es desconeix si es va construïr durant aquests anys o si ja provenia d'un mas construït anteriorment que patí un canvi de nom (supòsit possible degut a la forta despoblació causada per la pesta de mitjans del segle XIV) .
Nombrosos documents trobats a l'Arxiu Episcopal del Bisbat de Vic, mostren que el Mas Presseguer és habitat inalterablement per la família Presseguer des dels voltants de 1360 fins a principis del segle XIX. Altres referències trobades dels Presseguer a la zona, apareixen en un manuscrit de l'Arxiu Municipal de Girona, titulat “Sindicatus. Convocatòria dels homes de remença per a demanar en justícia l'abolició de la servitud en mals usos el 1448”. En aquest manuscrit apareix una trobada de pagesos el dimecres 20 de novembre de 1448 al Puig de Santa Coloma de Vinyoles, on consta en Bernardus Presseguer, membre de la Parròquia de Santa Coloma de Vinyoles (Centelles).
La història d'aquest Mas està estretament relacionada amb l'esglèsia de Sant Miquel Sesperxes.
Al fogatge de 1497, apareix com a ‘Lo mas preseguer’, al fogatge de 1515, apareix com a ‘Lo mas presseguer’, i finalment el trobem registrat, junt amb nou masos més en els fogatges del "Terme de Sancta Coloma, St. Miquel Cesperxes, St. Quirze Safage y Parroquia de Berti fogajat a 6 de octubre 1553 per Gabriel Rovira balle apar 224" on apareixen a la parròquia de Sant Miquel Sesperxes un tal Joan Pressaguer.